# John Barret
Pour les articles homonymes, voir Barret (homonymie).
John Barret est un ancien joueur canadien de volley-ball, né le 11 août 1962 à Etobicoke (Ontario). Il mesure 1,98 m et jouait réceptionneur-attaquant.

## Clubs
| Club                        | Pays   | De        | À         |
| --------------------------- | ------ | --------- | --------- |
| Université de Toronto-Ouest | Canada | 1984-1985 | 1984-1985 |
| Tartarini Bologne           | Italie | 1985-1986 | 1988-1989 |
| JSA Bordeaux                | France | 1989-1990 | 1990-1991 |
| Prep Reggio Emilia          | Italie | 1991-1992 | 1991-1992 |
| Équipe du Canada            | Canada | 1992-1993 | 1992-1993 |
| Pallavolo Catane            | Italie | 1993-1994 | 1993-1994 |
| Sira Falconara              | Italie | 1994-1995 | 1994-1995 |
| Pallavolo Mantoue           | Italie | 1995-1996 | 1995-1996 |
| Italkero Modène             | Italie | 1996-1997 | 1996-1997 |
| Carilo EsseTi Loreto        | Italie | 1997-1998 | 1997-1998 |
| Icom Latina                 | Italie | 1998-1999 | 1998-1999 |

## Palmarès
- Ligue des champions (1)
  - Vainqueur : 1997

- Coupe des Coupes (1)
  - Vainqueur : 1987
- Championnat d'Italie (1)
  - Vainqueur : 1997
- Coppa Italia (1)
  - Vainqueur : 1997
- Supercoupe d'Italie (1)
  - Vainqueur : 1997